# Choummaly Sayasone
Choummaly Souriya Sayasone, né le 6 mars 1936 à Attapeu, est un lieutenant général et homme d'État laotien. Il est président de la  République de 2006 à 2016.

## Biographie
Il est désigné secrétaire général du Parti révolutionnaire populaire lao lors du huitième congrès du parti, le 21 mars 2006, avant d'être élu, le 8 juin suivant, président de la République. Il est réélu à la tête de l'État le 15 juin 2011.
Le 22 janvier 2016, il est remplacé à la tête du Parti par Boungnang Vorachit, également vice-président de la République. Le 20 avril suivant, ce dernier est élu président de la République.